# Giovanni Beltrami (Maler)

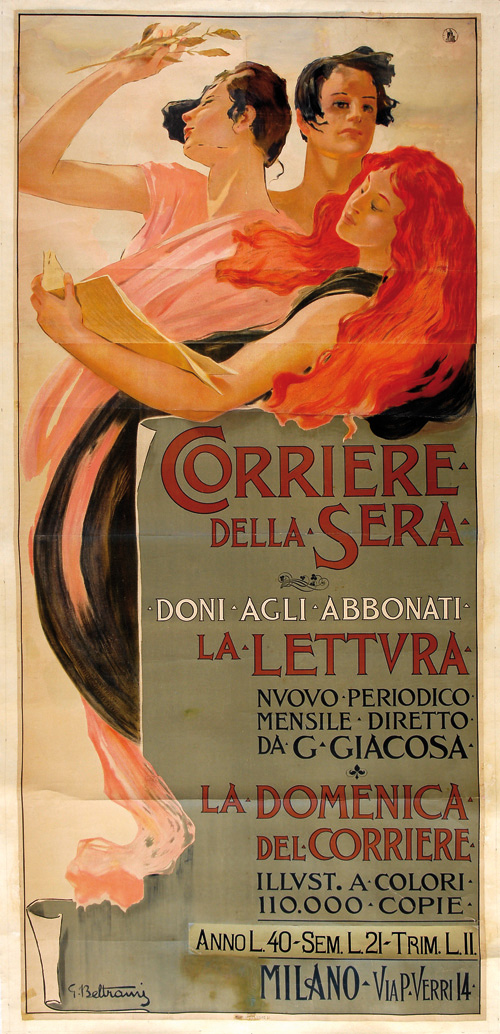
Beltramis Anzeige für das erstmalige Erscheinen der Literaturbeilage La Lettura (1900 oder 1901)

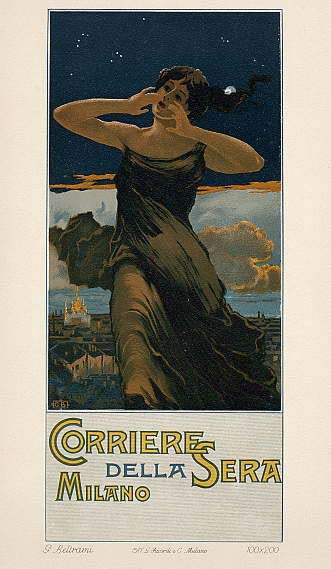
Werbeplakat für den Corriere della Sera

Giovanni Beltrami (geboren 26. Februar 1860 in Mailand; gestorben 31. Januar 1926 ebenda) war ein italienischer Maler und Kunstkritiker.

## Leben
Giovanni Beltrami war ein Cousin des Architekten Luca Beltrami. Er studierte ab 1878 an der Accademia di Belle Arti di Brera bei Raffaele Casnedi, Bartolomeo Giuliano und Giuseppe Bertini und erhielt während des Studiums mehrere Auszeichnungen. Seine Werke wurden 1902 in Turin auf der Prima Esposizione Internazionale d’Arte Decorativa Moderna ausgestellt sowie 1903 und 1905 auf der Biennale di Venezia. Im Jahr 1911 gründete er mit Buffa, Cantinotti und Zuccaro eine Glasmanufaktur, die mit Jugendstilmotiven den Zeitgeschmack befriedigte. Er erhielt Aufträge für die malerische Ausgestaltung des Mailänder Rathauses, für Fenster im Mailänder Dom und für eine Oberlichtkonstruktion im Palazzo Montecitorio in Rom. Beltrami arbeitete als Freskant in verschiedenen Kirchengebäuden Norditaliens. 
Beltrami schrieb Kritiken für das Feuilleton der Zeitung Corriere della Sera und für dessen 1901 gegründeten Ableger La Lettura. Nach dem Tod des Verlegers Emilio Treves wurde er 1916 von der Familie zum Mitherausgeber der Zeitschrift L’Illustrazione Italiana bestellt, 1920 übernahm er die Leitung des Verlags Fratelli Treves.
Beltrami war Mitglied des Mailänder Stadtrats.